# 花壇 (大字)
花壇，原稱茄苳腳，是臺灣彰化縣花壇鄉的一個傳統地域名稱，位於該鄉西北部，亦為該鄉主聚落所在地。相較於今日行政區，其範圍大致包括劉厝村、花壇村、金墩村、中庄村。

## 歷史
台灣清治末期至日治初期，花壇地區為一街庄，稱為「茄苳腳庄」，隸屬於燕霧上堡。該庄北與口庄、白沙坑庄為鄰，東北與橋仔頭庄為鄰，東南與三家春庄、埤仔頭庄為鄰，南邊及西南邊為過溝庄、茄苳林庄，西邊為陝西庄，西北邊一小段與秀水庄為界。
1901年（日治明治三十四年）11月，該庄隸屬於彰化廳。1909年（明治四十二年）10月，改隸屬於臺中廳。1920年（大正九年），該庄改制並改名為「花壇」大字，隸屬於臺中州彰化郡花壇庄，大字下有「花壇」、「中庄」、「劉厝」、「金屯」小字名。
戰後花壇庄改制為花壇鄉，隸屬於彰化縣，大字亦改制為村。

## 交通
台鐵縱貫線大致以北北西—南南東走向轉西北—東南走向經過花壇地區，境內設花壇車站，屬甲種簡易站，僅停靠區間車。
省道台1線（中山路二段～一段）又稱「縱貫公路」，是台北至屏東楓港的幹道，大致以北北西—南南東走向兩次經過本地區，往北可前往彰化、清水、頭份等地，往南可前往員林、西螺、斗南等地。
省道台74甲線又稱「彰化東外環道」，為省道台74線往南延伸的幹道，其南側端點位於本地區省道台1線路口，往東北可前往快官交流道接國道3號，亦可續行省道台74線本線以前往台中地區。
縣道144甲線（番花路、花壇街、中正路）是福興至花壇赤塗崎的道路，經過本地區北部精華地帶，往西可前往員林大排接縣道144號本線，往東可前往赤塗崎接縣道137號。

## 學校
- 華南國小
- 文祥國小